# Dysderoides
Genre
Dysderoides est un genre d'araignées aranéomorphes de la famille des Oonopidae.

## Distribution
Les espèces de ce genre se rencontrent en Thaïlande et en Inde.

## Liste des espèces
Selon World Spider Catalog (version 15.0, 2014) :
- Dysderoides typhlos Fage, 1946
- Dysderoides muang Grismado & Deeleman, 2014
- Dysderoides kaew Grismado & Deeleman, 2014
- Dysderoides kanoi Grismado & Deeleman, 2014
- Dysderoides lawa Grismado & Deeleman, 2014
- Dysderoides synrang Grismado & Deeleman, 2014

## Publication originale
- Fage, 1946 : Araignées cavernicoles de l'Inde. Bulletin du Muséum National d'Histoire Naturelle de Paris, sér. 2, vol. 18, p. 382-388.